# Harem Girls
Harem Girls (транскр.  Харем герлс), познат и као Дрег харем, је српски дрег колектив. Најпознатији је по учешћу на Песми за Евровизију '25 са песмом Аладин.

## Биографија
Harem Girls је основан 2023. године под именом Дрег харем. Име је било инспирисано идејом султана који има више жена у свом харему док је у групи још увек био и дрег краљ, али његовим напуштањем групе, остале су само краљице, и тако настају Harem Girls (прев. Девојке харема). Како су чланице навеле у интервјуу, групу је окупила љубав према дрегу, а циљ групе је ширење забаве, наступи у клубовима, ширење дрег културе и свест о њеном постојању. Инспирацију за дрег између осталих места налазе на Евровизији.

### Песма за Евровизију '25
Дана 10. децембра 2024. године је објављено да ће група учествовати на Песми за Евровизију '25 са песмом Аладин. Песму је компоновао и аранжирао Немања Антонић, док су Иван Вукајловић, Катарина Ђулић, Сања Вучић и Тита Фурејра писали текст. Неке личности су критиковале њихово појављивање на такмичењу, укључујући Слобу Радановића, Лепу Лукић, Мину Костић и Марка Булата, везано за то што се баве дрегом. Група се квалификовала за финале из првог полуфинала 25. фебруара 2025, а после финала је откривено да је у полуфиналу завршила пета. У финалу се пласирала на другом месту, другим местом у гласању публике и четвртим местом у гласању жирија.

## Дискографија
Синглови
- Добродошао у харем (2024)
- Аладин (2025)
- Ај на кафу (2025)

## Награде и номинације
| Година | Награда             | Категорија | Рад    | Исход    | Реф.  |
| ------ | ------------------- | ---------- | ------ | -------- | ----- |
| 2025.  | Песма за Евровизију |            | Аладин | 2. место | [ 6 ] |